# 台湾草莓
台湾草莓（学名：Fragaria hayatai）为蔷薇科草莓属下的一个種。為台灣特有種，分布於全島中、高海拔之疏林中或路旁。早田氏草莓為其俗名。

## 命名
此種首度由早田文藏於1911年命名為Fragaria vesca L. var. minor Hayata視為野草莓的變種。
在1912年被牧野富太郎獨立為新種，重命名為Fragaria hayatai Makino, Bot.Mag. 26: 285, 1912.以前命名者作為種小名以茲紀念。

## 形態[1][2]
具走莖之多年生草本植物，10-15 cm高，全株覆短小絨毛。

### 葉
複葉基生，具3小葉；小葉鋸齒緣，寬菱至倒卵形，葉尖微凹陷，兩面皆覆絨毛；托葉膜質，與葉柄基部合生。

### 花
花單生或2-4朵組成總狀花序；萼片5，具5副萼；花瓣片5，白色倒卵形，約10-12 mm長，9-11 mm寬；雄蕊多數，成一輪，宿存；心皮多數，離生，花柱側生。

### 果
為聚合果。瘦果多而小，位於膨大肉質果托上，成熟時呈紅色。

## 扩展阅读
- 維基物種上的相關：台湾草莓